# Roger Sundelius
Bo Roger Salomon Sundelius, född den 7 maj 1882 i Kristinehamn, död den 1 maj 1960 i Karlstad, var en svensk ämbetsman. Han var son till Salomon Sundelius och far till Ove Sundelius.

## Biografi
Sundelius avlade juris utriusque kandidatexamen vid Uppsala universitet 1906. Han blev biträdande länsnotarie i Stockholms län 1910, andre länsnotarie 1914, länsnotarie av första lönegraden i Kristianstads län 1917 och länsassessor i Kopparbergs län 1924 (tillförordnad 1923). Sundelius blev underlöjtnant i Livregementets grenadjärers reserv 1905, löjtnant 1911, och beviljad avsked 1927. Han var landssekreterare i Värmlands län 1934–1948. Sundelius blev riddare av Vasaorden 1931 och av Nordstjärneorden 1939 samt kommendör av andra klassen av sistnämnda orden 1947. Han vilar på Ruds kyrkogård i Karlstad.